# Blue blobs

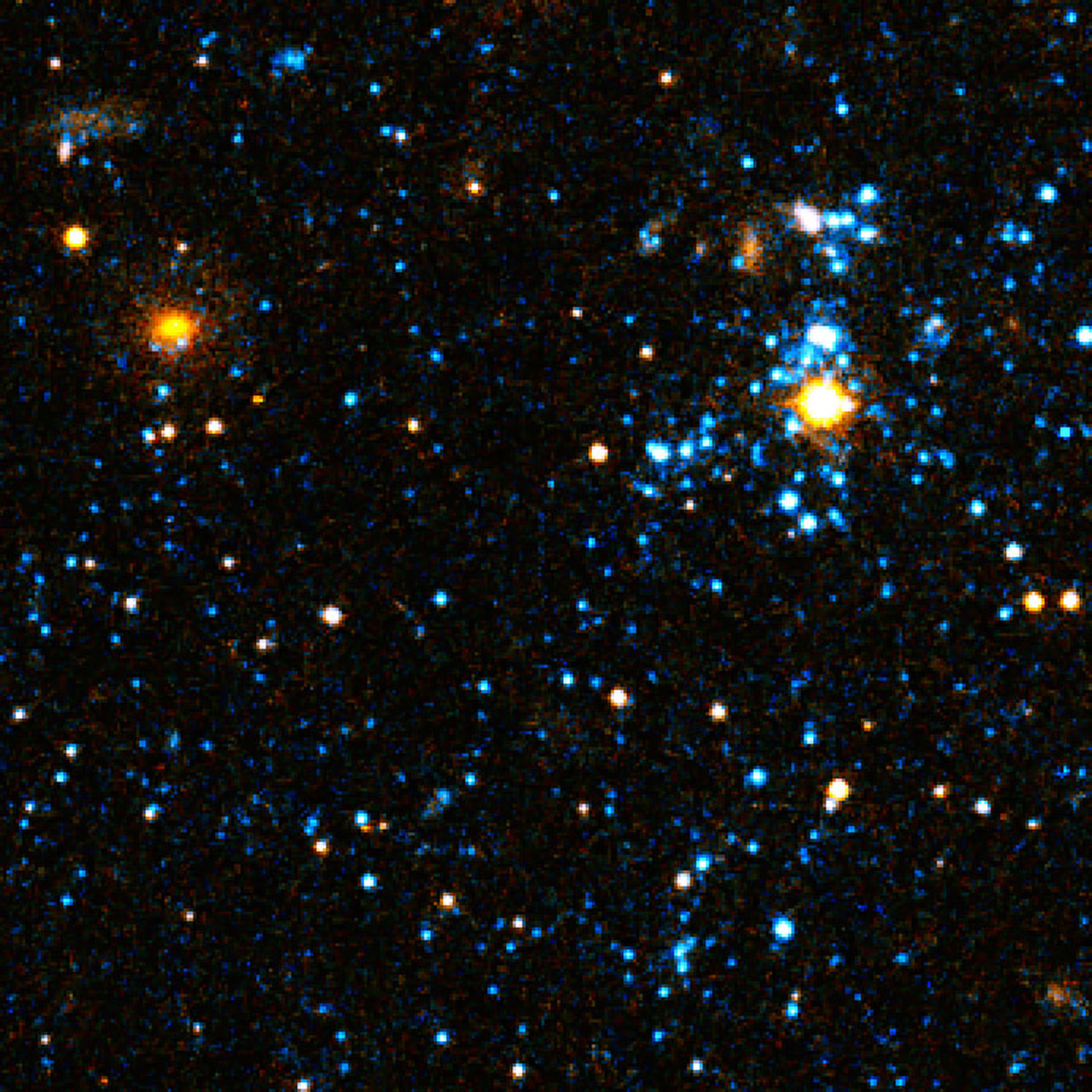
en observés par Hubble.

Les blue blobs sont des amas d'étoiles localisés en dehors des galaxies et possiblement formés à partir de collisions de gaz et des turbulences importantes.

## Observation
En janvier 2008, il est annoncé la détection par le télescope spatial Hubble de tels amas parmi trois galaxies en collision.